# كودي بيكيت
كودي بيكيت (بالإنجليزية: Cody Pickett)‏ هو لاعب كرة قدم أمريكية ولاعب كرة قدم كندية أمريكي، ولد في 30 يونيو 1980 في كالدويل في الولايات المتحدة.

## وصلات خارجية
- كودي بيكيت على موقع مرجع كرة القدم المحترفة.كوم (الإنجليزية)
- كودي بيكيت على موقع كلية كرة القدم في سبورتس رفرنس.كوم (الإنجليزية)